# Pollenia stolida
Pollenia stolida este o specie de muște din genul Pollenia, familia Calliphoridae, descrisă de Malloch în anul 1936. Conform Catalogue of Life specia Pollenia stolida nu are subspecii cunoscute.